# Мандура
Мандура (англ. Mandurah ,[ˈmændʒʉrɑː], [ˈmændʒrə] або [ˈmændʉrə]) — друге за величиною місто в Західній Австралії, розташоване приблизно за 72 км на південь від столиці штату, Перта.
Місто приваблює велику кількість туристів, у тому числі багатьох міжнародних відвідувачів. Прибережна лінія в центрі міста є домом для дельфінів, пеліканів, бакланів. Місто також відоме своїми водними розвагами, пляжами та катанням на човнах та риболовлею.

## Географія
Мандура розвинулася з ізольованих громад відпочинку вздовж берегів лиману Піл-Харві у велике регіональне місто всього за десятиліття, як, наприклад, аналогічним чином Голд-Кост у Східній Австралії.
Мандура також став популярний серед пенсіонерів Перту як місце для відпочинку в кінці життя. Зв'язок з Пертом був посилений з відкриттям залізничної лінії Перт-Мандура в грудні 2007 і прямої дороги, побудованої наприкінці 2010.

### Клімат
Як і Перт, Мандура має типовий середземноморський клімат з жарким сухим літом та м'якою вологою зимою. Влітку (з грудня по лютий), середня максимальна температура сягає 27 °С, а середня мінімальна температура 19 °С. У своїх крайніх проявах погода може бути дуже жаркою, часто декілька днів температура перевищує 40 °C у другій половині літа. Взимку (з червня по серпень), середня максимальна температура 18 °С, середня мінімальна температура 9 °C.
| Клімат                  | Клімат | Клімат | Клімат | Клімат | Клімат | Клімат | Клімат | Клімат | Клімат | Клімат | Клімат | Клімат | Клімат |
| Показник                | Січ.   | Лют.   | Бер.   | Квіт.  | Трав.  | Черв.  | Лип.   | Серп.  | Вер.   | Жовт.  | Лист.  | Груд.  | Рік    |
| Абсолютний максимум, °C | 41,0   | 39,5   | 37,8   | 32,9   | 28,8   | 25,6   | 22,2   | 21,4   | 25,6   | 32,4   | 37,7   | 39,6   | 41,0   |
| Середній максимум, °C   | 29,3   | 29,6   | 27,6   | 24,4   | 20,6   | 18,1   | 17,3   | 17,7   | 19,2   | 21,2   | 24,4   | 27,0   | 23,0   |
| Середній мінімум, °C    | 17,2   | 17,1   | 15,8   | 13,9   | 11,2   | 9,7    | 9,0    | 9,2    | 9,9    | 10,7   | 13,6   | 15,5   | 12,7   |
| Абсолютний мінімум, °C  | 10,1   | 9,7    | 6,6    | 5,1    | 2,4    | 0,9    | 1,9    | 0,6    | 3,1    | 3,8    | 4,3    | 9,5    | 0,6    |
| Норма опадів, мм        | 9.6    | 13.3   | 19.6   | 44.0   | 126.2  | 189.7  | 175.4  | 126.6  | 84.7   | 51.8   | 22.8   | 11.6   | 875.1  |
| ----------------------- | ------ | ------ | ------ | ------ | ------ | ------ | ------ | ------ | ------ | ------ | ------ | ------ | ------ |

## Галерея

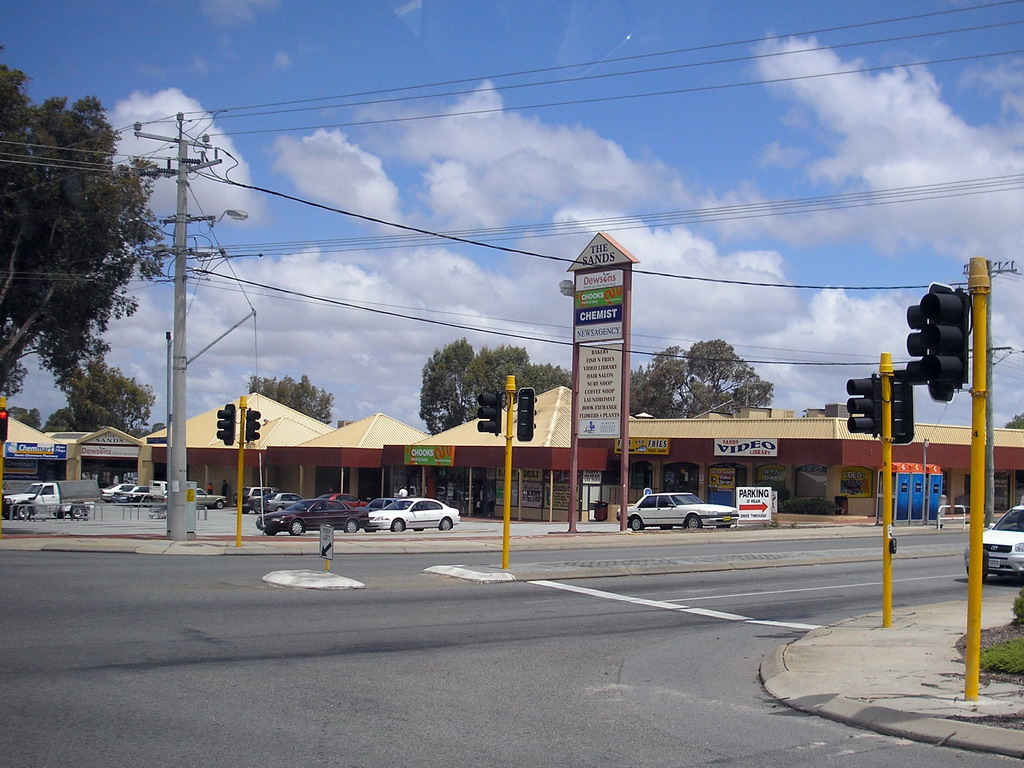
Сілвер-Сендс (передмістя Манджери).
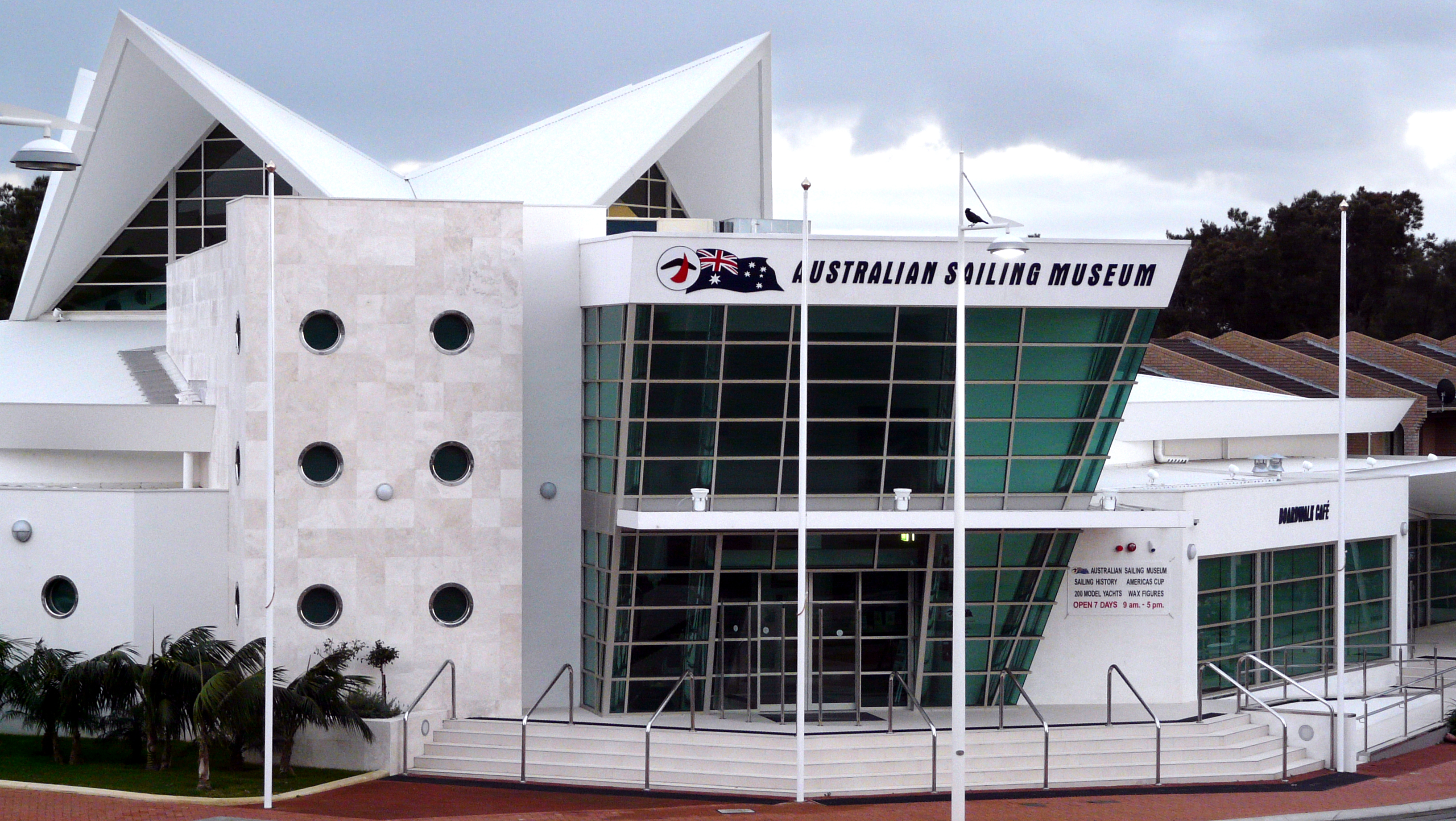
Австралійський музей мореплавства.
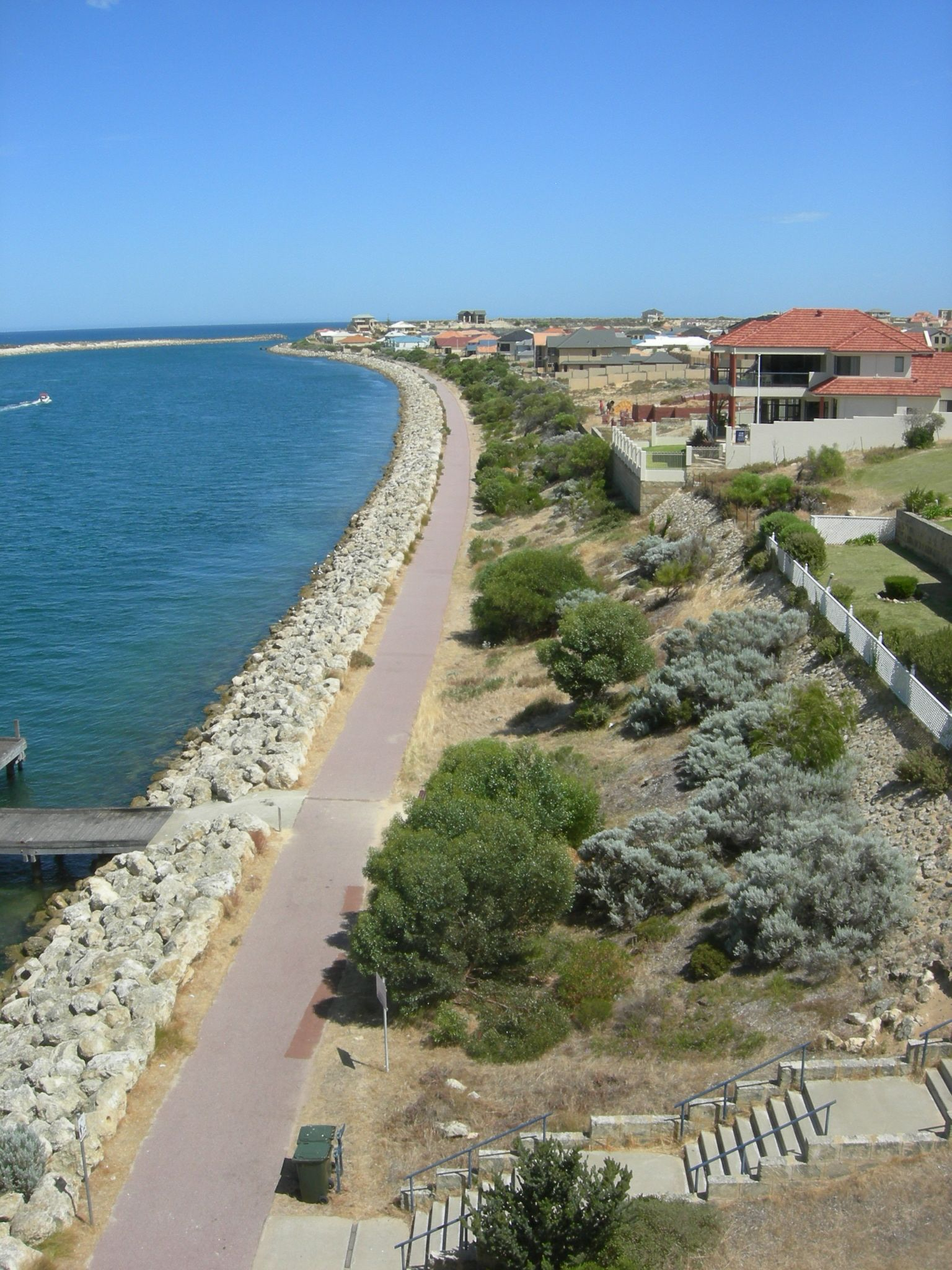
Канал Дауесвілл.
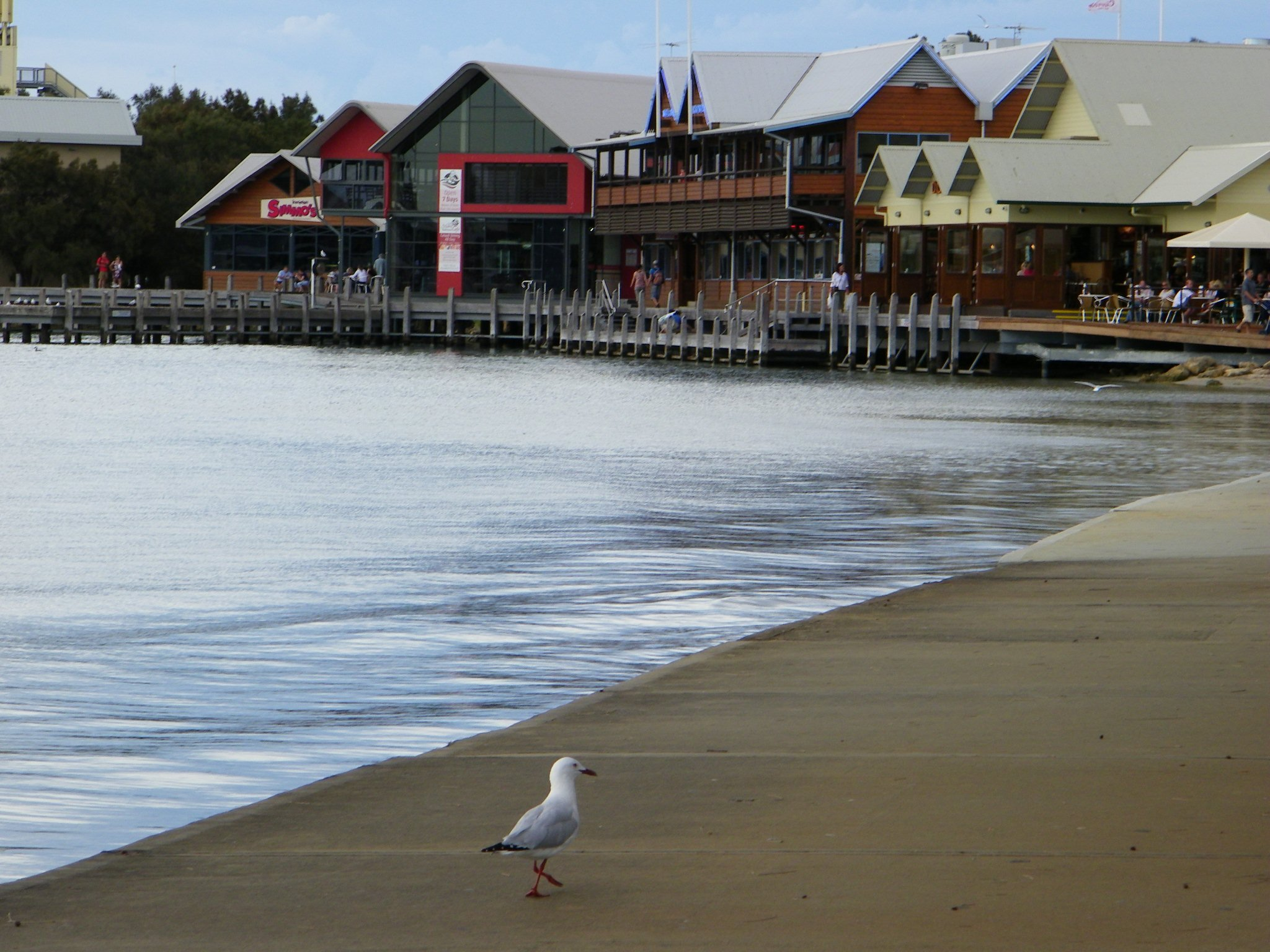
Узбережжя.
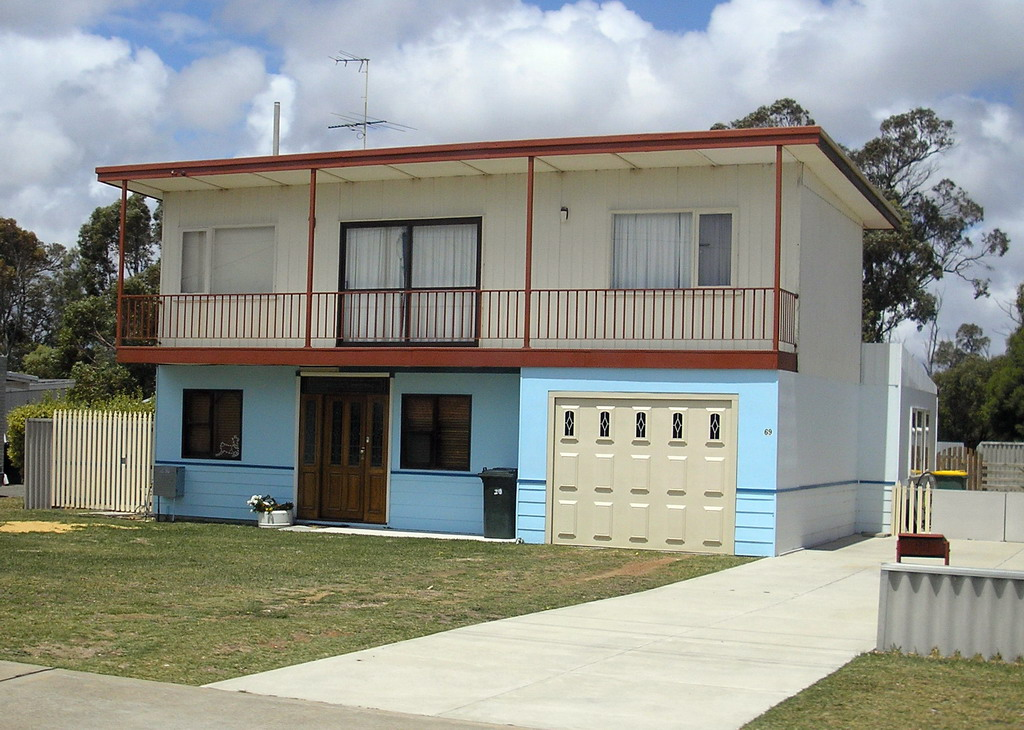
Типовий австралійський курортний будиночок.
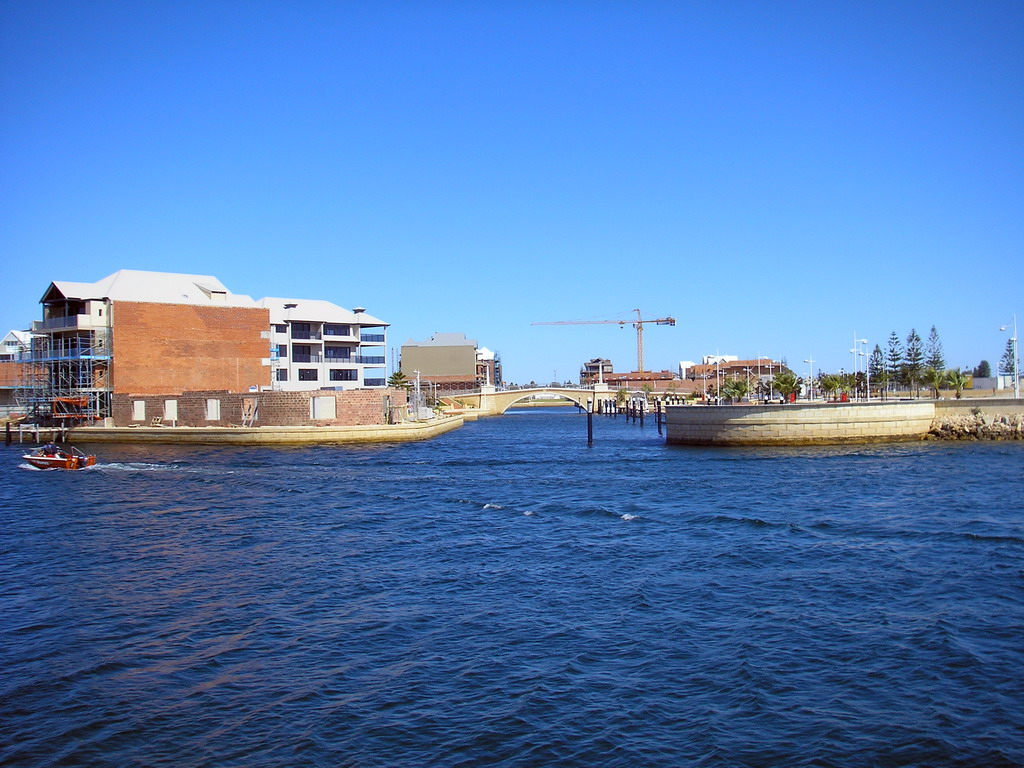
Ocean Marina.